# CFR-600
Le CFR-600 est un réacteur nucléaire à neutrons rapides refroidi au sodium en cours de construction dans le district de Xiapu, dans la province du Fujian, en Chine, sur l'île de Changbiao,. Il s'agit d'un projet de démonstration de génération IV de la China National Nuclear Corporation (CNNC). La construction du réacteur a démarré fin 2017. Le réacteur aura une puissance thermique de 1500 MWth et une puissance électrique de 600 MWe,. Le combustible sera fourni par TVEL, filiale de Rosatom, selon un accord signé en 2019.
Le CFR-600 fait partie du plan chinois pour parvenir un cycle combustible complet,. Les réacteurs à neutrons rapides sont envisagés comme principale technologie pour le futur de l'énergie nucléaire en Chine[réf. nécessaire].
Un réacteur commercial à plus grande échelle, le CFR-1000, est également prévu.
Sur le même site, la construction d'un second réacteur CFR-600 a débuté en décembre 2020.

## Réacteurs
| Unité    | Type   | Puissance [MW]   | Puissance [MW]         | Puissance [MW]         | Début de construction |
| Unité    | Type   | Thermique (MWth) | Électrique brute (MWe) | Électrique nette (MWe) | Début de construction |
| -------- | ------ | ---------------- | ---------------------- | ---------------------- | --------------------- |
| XIAPU-1  | RNR-Na | 1 882            | 682                    | 642                    | 29 déc. 2017          |
| XIAPU-2, | RNR-Na | 1 882            | 682                    | 642                    | 27 déc. 2020          |

## Controverse
En 2021, Al Jazeera décrit ces réacteurs comme controversés, car ils produiront du plutonium de qualité militaire et possèdent donc probablement un double usage, militaire et civil ; la Chine a de surcroît arrêté ses déclarations annuelles à l'Agence internationale de l'énergie atomique (AIEA) sur ses stocks de plutonium.